# Haus der Städteunion

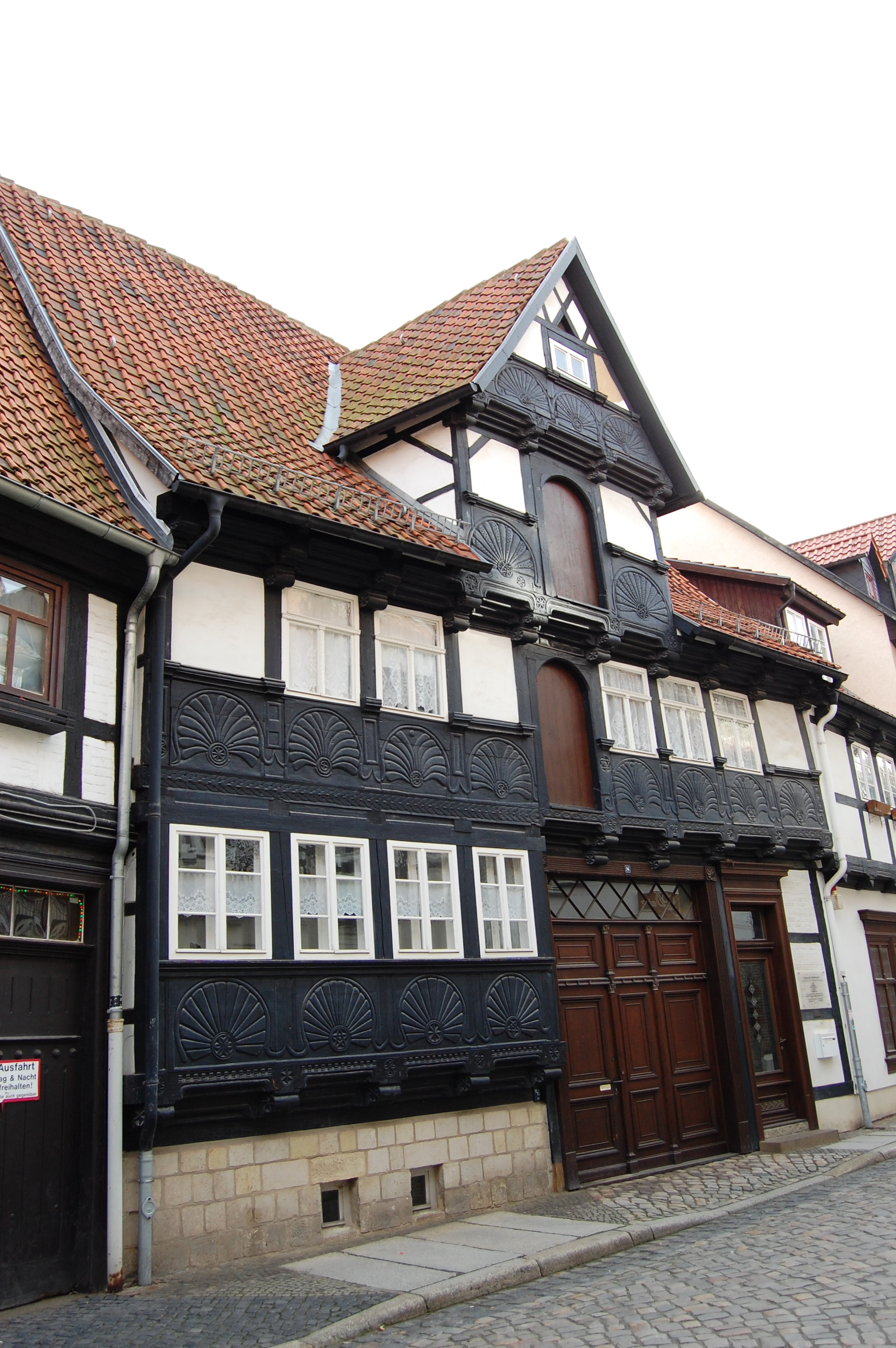
Hohe Straße 8

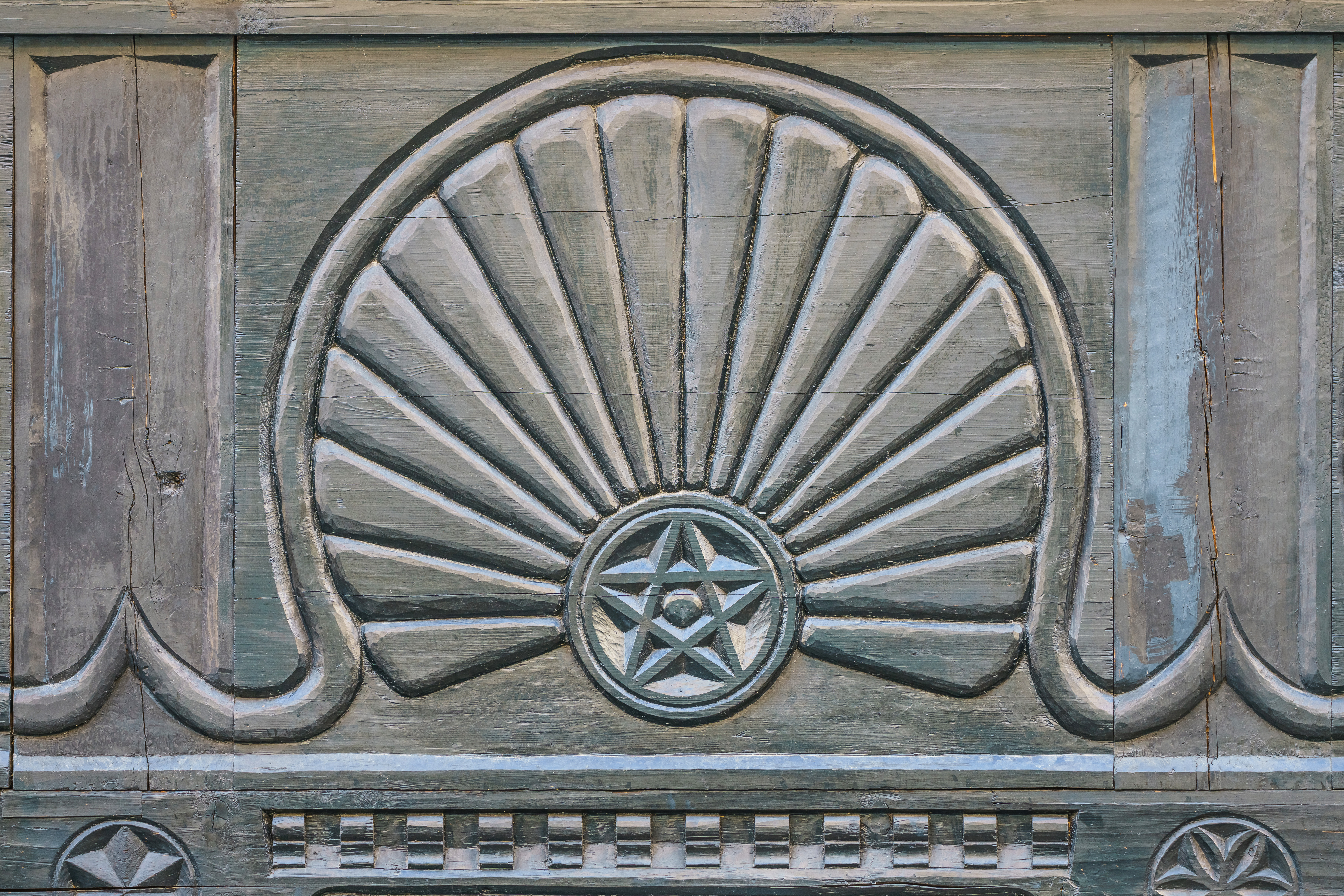
Detail der Fassade

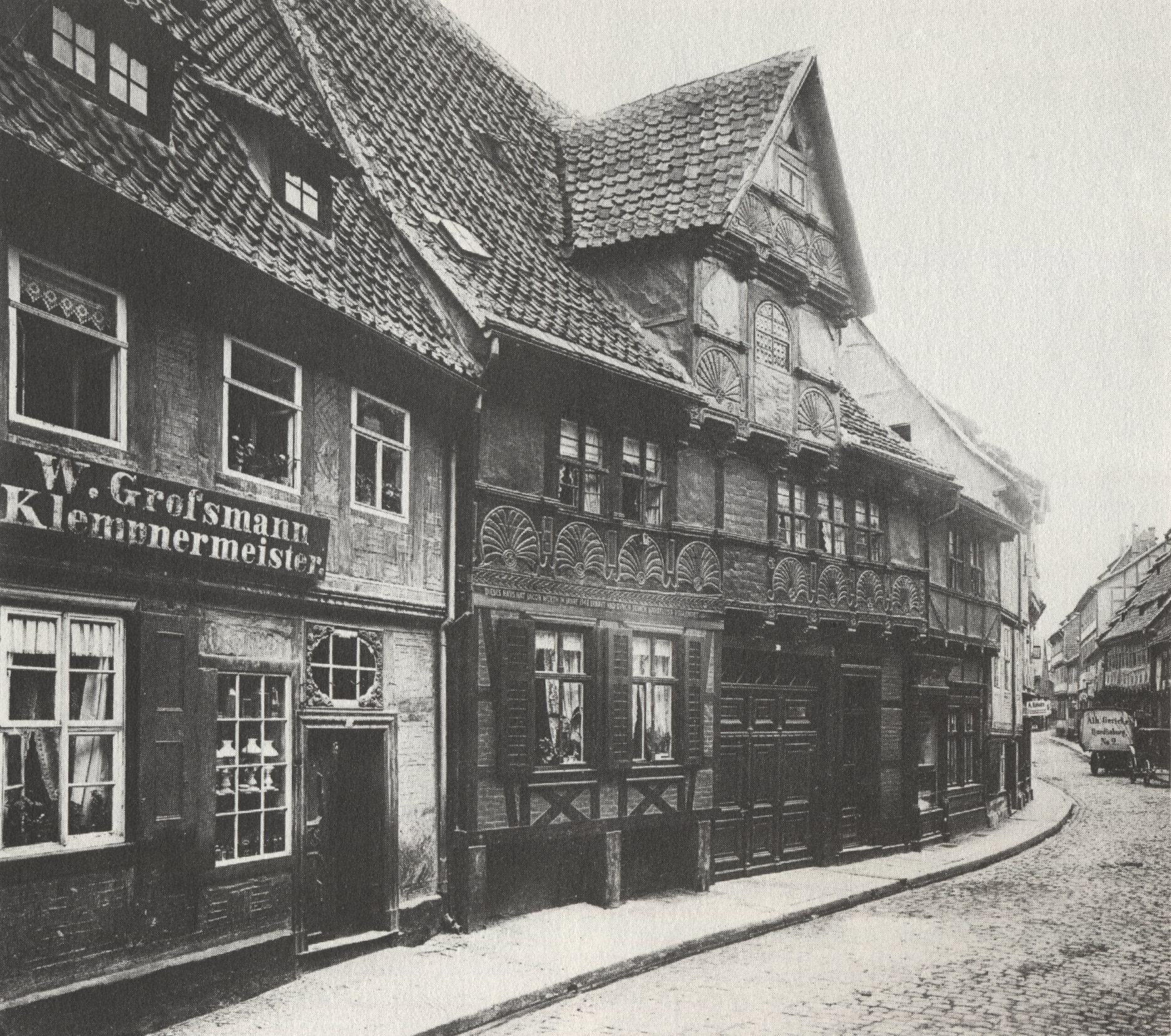
Haus auf einer Aufnahme aus dem Jahr 1893

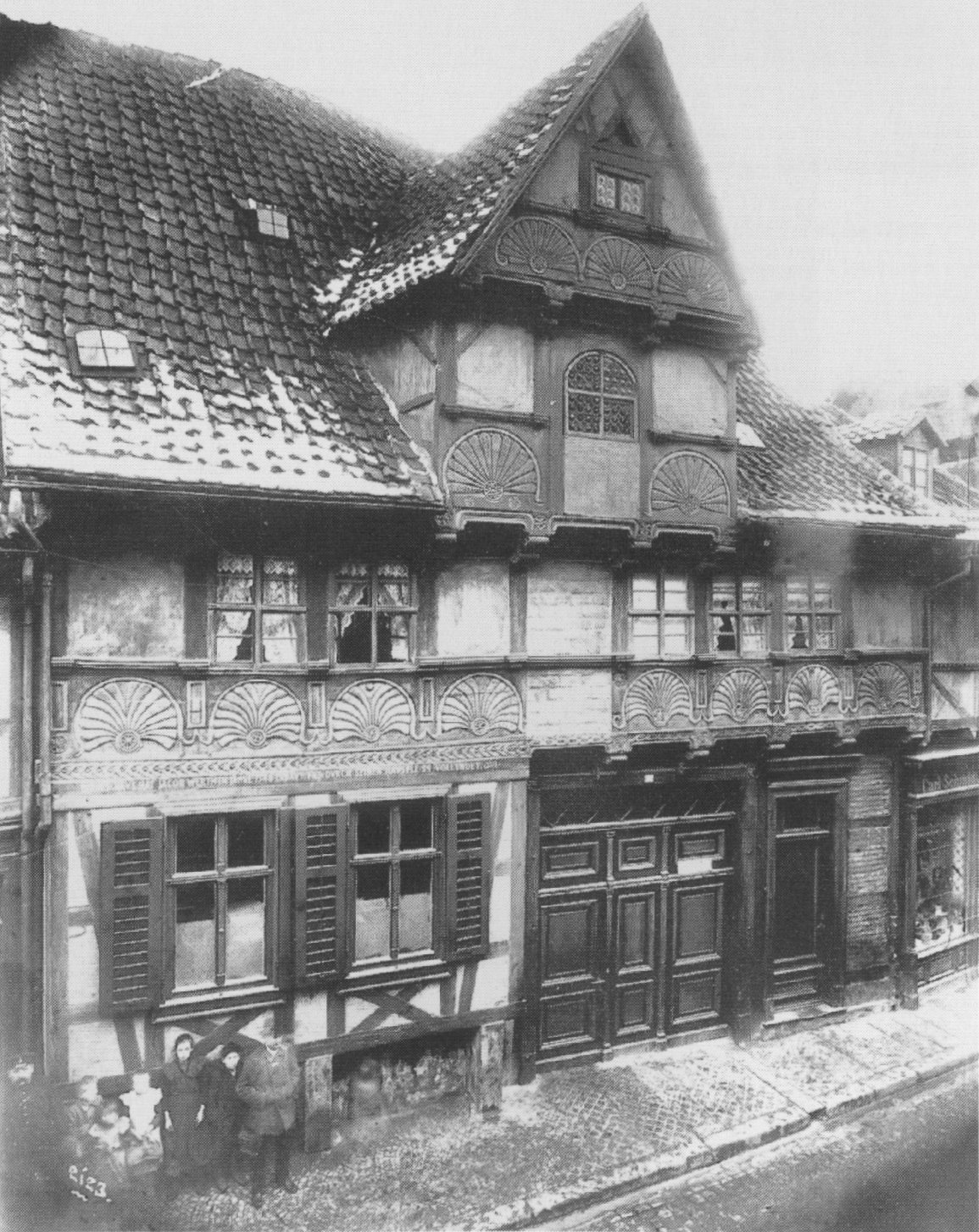
Hohe Straße 8 in der Zeit um 1900

Das Haus der Städteunion ist ein denkmalgeschütztes Gebäude in der Stadt Quedlinburg in Sachsen-Anhalt.

## Lage
Es befindet sich an der Adresse Hohe Straße 8, westlich des Marktplatzes der Stadt und ist Sitz der seit 1990 bestehenden Union der Fachwerkstädte Celle, Hameln, Hann. Münden, Herford und Quedlinburg. Es gehört zum UNESCO-Weltkulturerbe und ist im Quedlinburger Denkmalverzeichnis als Kaufmannshaus eingetragen.

## Architektur und Geschichte
Das Kaufmannshaus entstand im Jahr 1576. Die Datierung geht auf eine vom Heimatforscher Adolf Brinkmann überlieferte Inschrift zurück. Denkbar ist jedoch auch eine etwas spätere Entstehung. Das Gebäude gilt aufgrund seiner plastischen Gestaltung der Fassade als eines der bedeutendsten Bauwerke Quedlinburgs aus der Zeit der Renaissance. Die Brüstungsbohlen sind mit Fächerrosetten und die Schwelle mit Konsol- und Flechtbandfriesen verziert. Teile der Verzierungen sind nachgeschnitzt. Durch die reichhaltige Ausgestaltung der die Brüstungsfelder verkleidenden Bohlen treten die Fachwerkständer als gestalterisches Element in der Wirkung zurück.
Der Dachstuhl des Hauses stammt noch aus der Zeit des 16. Jahrhunderts. Es besteht ein Sparrendach mit Kehlbalken.
Erster bekannter Eigentümer ist ab 1585 Hans Werth. 1610 übernimmt der Gerber Christian Müller das Gebäude. Über fast ein Jahrhundert arbeiteten seit dem hier Weißgerber. 1701 wurde dann der Advokat David Heimbürger Eigentümer. Ab 1727 wird dann die Witwe des Konsistorialrats Magister Andreas Christoph Calvisius als Besitzerin geführt. Der Speckschlächter Christian Maulhardt wurde 1852 Eigentümer. Ende des 19. Jahrhunderts betrieb Fleischermeister Carl Schmidt im Gebäude eine Fleischerei. Eine Inschrift Carl Schmidt im Ziselierglas einer klassizistischen Tür sowie einer Glasdecke erinnert an diese Zeit. Dort wird auf seine Inhaberschaft der Fleischerei ab 1871 hingewiesen.
Um 1880 entstanden die Toreinfahrt und der Ladeneinbau. Sowohl am Giebel des Zwerchhauses als auch im ersten Obergeschoss befinden sich Ladeluken.
Das zum Gebäude gehörende Grundstück erstreckte sich in dieser Zeit bis zur Sankt-Blasii-Kirche. Auf dem Areal befand sich ein weiteres Wohnhaus, ein Speicher sowie zwei Schlachthäuser. Mit einem Baugesuch vom 2. Juni 1891 beantragte Carl Schmidt die Genehmigung zum Umbau des unteren Stockwerks. Einen Teil der Vorderfront des Erdgeschosses wurde abgebrochen und in massiver Bauweise wiederhergestellt. Dabei entstandene Brüstungsfelder wurden mit Andreaskreuzen versehen. Es wurde zur Verkleidung der Balkenköpfe links der Einfahrt eine Bohle eingefügt. Diese trug die Inschrift Dieses Haus hat Jakob Werth im Jahre 1548 erbaut und durch seinen Hausfleiss vollendet. Die Korrektheit der Aussage wird als nicht gesichert betrachtet.
Die oberen Fenster des Hauses waren mit barocken Kreuzstockfenster gestaltet.
Im Jahr 1906 übernahm Wilhelm Schmidt die Fleischerei und hielt zeitweise auch Schweine. Anwohner beklagten Geruchsbelästigungen. Der Laden befand sich rechts der Tordurchfahrt, das Büro links. Ab 1974 stand das Haus leer.
1987 wurde das südlich angrenzende historische Fachwerkhaus abgerissen und durch einen Neubau ersetzt. Auch der Bauzustand des Hauses Hohe Straße 8 war schlecht.
Bei Umbauten im Jahr 1997 wurde ein zuvor bestehendes Schaufenster samt hölzernem Bekrönungsfeld entfernt und im Gebäude Blasiistraße 13 eingebaut. Die ursprüngliche Fassadengestaltung mit Brüstungsbohlen wurde wiederhergestellt. Das Tor des Hauses stammt aus der Zeit um 1880 und wurde gleichfalls saniert.
Die Hohe Straße 8 wurde nach einer umfangreichen Sanierung Sitz der Städteunion. Eine ursprünglich im Ladenbereich vorhandene kunstvoll gestaltete Glasdecke wurde wieder eingebaut. Ein bis dahin die Jahreszeiten darstellendes Feld wurde verändert und zeigt nun die Wappen der Mitgliedsstädte der Union: Celle, Hameln, Hannoversch Münden, Herford und Quedlinburg.
Im Inneren des Gebäudes befindet sich eine restaurierte Treppe im Stil des Barock. Anderen Angaben zufolge ist die Treppe ein mit Rokoko-Brettbalustern verzierter Nachbau. Der linke Teil des Gebäudes ist mit einem Tonnengewölbe unterkellert, wobei die zur Straße zeigende Schildwand während der Sanierung von 1997 vollständig erneuert wurde.
Im Hof steht ein historischer Hausbrunnen.